# John Guidetti
John Alberto Guidetti (* 15. dubna 1992 Stockholm) je švédský profesionální fotbalista s italskými kořeny, který hraje na pozici útočníka za švédský klub AIK Stockholm. Mezi lety 2012 a 2020 odehrál také 29 utkání v dresu švédské reprezentace, ve kterých vstřelil 3 branky.

## Klubová kariéra
Guidetti začal s kopanou ve Švédsku v klubu IF Brommapojkarna v roce 1998. V roce 2002 odcestoval s rodinou do africké Keni, kde jeho otec získal práci. John pokračoval s fotbalem i zde, hrál v akademii Impala BrommaBoys v Nairobi, poté za Mathare United FC a od roku 2004 za Ligi Ndogo SC. Po návratu do Švédska v roce 2006 pokračoval v IF Brommapojkarna.
Švédský trenér anglického Manchesteru City Sven-Göran Eriksson si všiml ve Švédsku jeho talentu a přivedl ho v roce 2008 do svého týmu. Guidetti pak strávil další léta po hostováních, postupně v IF Brommapojkarna, Burnley FC, nizozemském Feyenoordu, Stoke City a skotském Celtic FC. S Celtikem získal v sezóně 2014/15 ligový titul.
V červenci 2015 posílil jako volný hráč španělský klub Celta de Vigo, kde podepsal pětiletou smlouvu.

## Reprezentační kariéra
John Guidetti nastupoval za švédské mládežnické reprezentace.
Trenér Håkan Ericson jej nominoval na Mistrovství Evropy hráčů do 21 let 2015 konané v Praze, Olomouci a Uherském Hradišti, kde získal se švédským týmem zlaté medaile.
V A-mužstvu Švédska debutoval 29. 2. 2012 v přátelském utkání v Záhřebu proti týmu Chorvatska (výhra 3:1).